# Juri Wiktorowitsch Barinow
Juri Wiktorowitsch Barinow (russisch Юрий Викторович Баринов; * 31. Mai 1955) ist ein ehemaliger sowjetischer Radrennfahrer.
1980 gewann er die Gesamtwertung und außerdem den Prolog und eine Etappe der Internationalen Friedensfahrt. Bei den Olympischen Spielen im gleichen Jahr erreichte er Bronze im Straßeneinzelrennen als sein Teamkollege Sergei Suchorutschenkow die Goldmedaille gewann.
1981 gewann er im International Bicycle Classic, einem Etappenrennen in dem Profis und Amateure gemeinsam starteten, eine Etappe. Die Vuelta a España 1985 bestritt er mit der sowjetischen Nationalmannschaft, die mit einer Sondergenehmigung der Union Cycliste International (UCI) an dem Etappenrennen teilnehmen konnte.

## Palmarès
| Zusammenfassung |        |                     |                              |
| Jahr            | Erfolg | Erfolg              | Rennen                       |
| 1978            | 2.     | Gesamtwertung       | Bulgarien-Rundfahrt          |
| 1979            | Sieger | Gesamtwertung       | Bulgarien-Rundfahrt          |
| 1980            | Sieger | Prolog              | Friedensfahrt                |
| 1980            | Sieger | 10. Etappe          | Friedensfahrt                |
| 1980            | Sieger | Gesamtwertung       | Friedensfahrt                |
| 1980            | 3.     | 3.                  | olympischen Straßenrennen    |
| 1980            | Sieger | 9., 10., 11. Etappe | Tour de l’Avenir             |
| 1981            | 2.     | Gesamtwertung       | Giro delle Regioni (Italien) |
| 1981            | Sieger | Gesamtwertung       | Circuit Cycliste Sarthe      |
| 1981            | Sieger | Gesamtwertung       | Luxemburg-Rundfahrt          |
| 1981            | 2.     | Gesamtwertung       | Slowakei-Rundfahrt           |
| 1982            | 2.     | 3. Etappe           | Circuit Cycliste Sarthe      |
| 1982            | 3.     | Gesamtwertung       | Friedensfahrt                |
| 1983            | Sieger | 8. Etappe           | Polen-Rundfahrt              |